# Meral Akşener

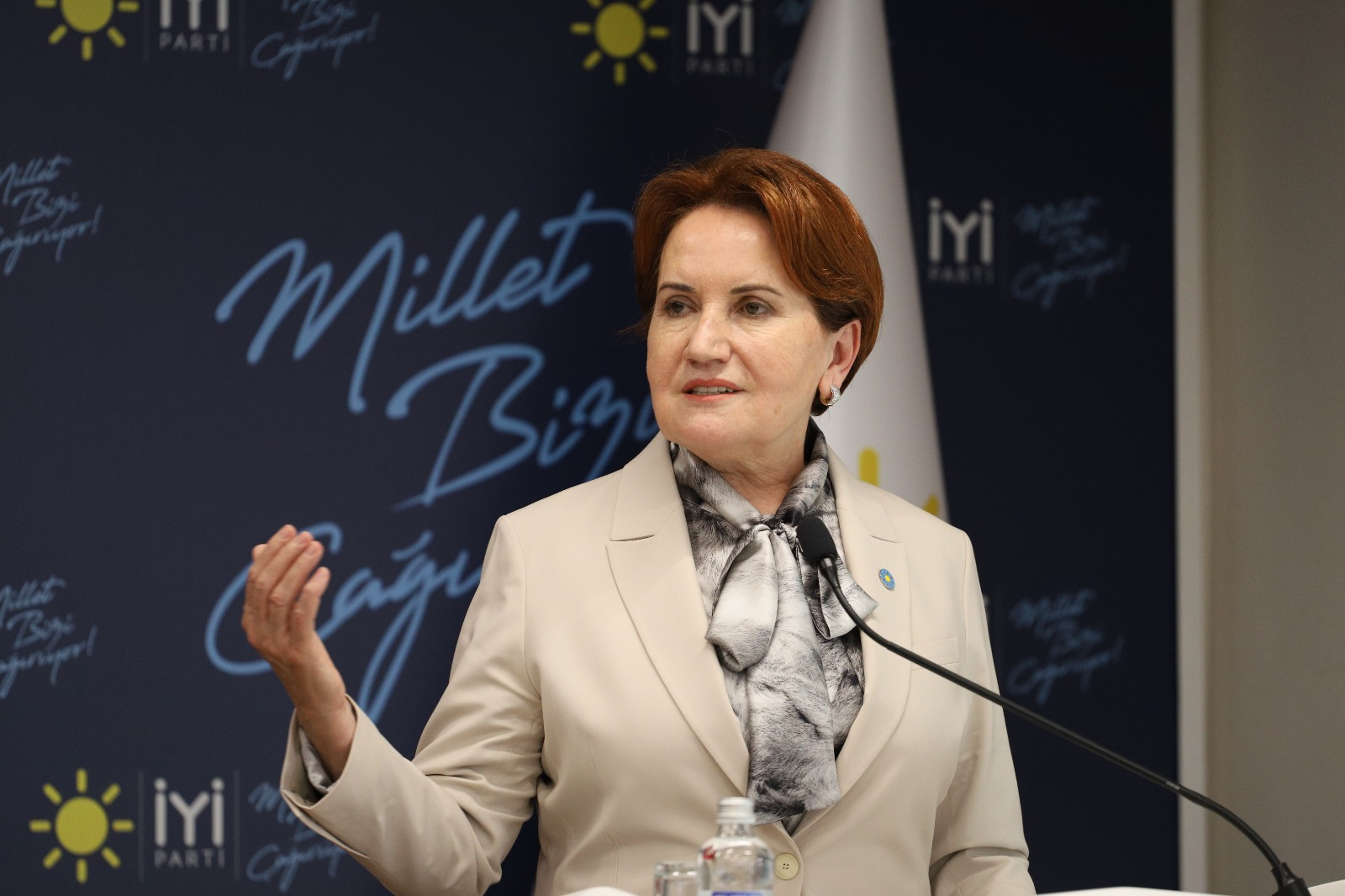
Meral Akşener (2021)

Meral Akşener, geborene Gürer (* 18. Juli 1956 in İzmit, Türkei), ist eine türkische national-laizistische Politikerin. Sie war von November 1996 bis Juni 1997 Innenministerin der Türkei als erste und bislang einzige Frau in diesem Amt. Nachdem sie 2016 im Zuge eines Richtungsstreits aus der Partei der Nationalistischen Bewegung (MHP) ausgeschlossen wurde, gründete sie 2017 die İyi Parti („Gute Partei“) und war von 2018 bis 2023 Mitglied eines Oppositionsbündnisses gegen den türkischen Präsidenten Recep Tayyip Erdoğan.

## Herkunft und Ausbildung
Meral Akşener wurde als Tochter von Tahir Ömer und Sıddıka im Izmiter Stadtteil Gündoğdu geboren. Die Wurzeln ihrer Eltern liegen in Thessaloniki. Sie studierte Geschichte an der Fakultät für Literatur und Sozialwissenschaften der Universität Istanbul. Danach erlangte sie den akademischen Doktorgrad an der Fakultät für Sozialwissenschaften der Marmara-Universität. Nach den Studien war sie an der Technischen Universität Yıldız, der Universität Kocaeli und Marmara-Universität als Hochschuldozentin tätig.

## Politische Laufbahn

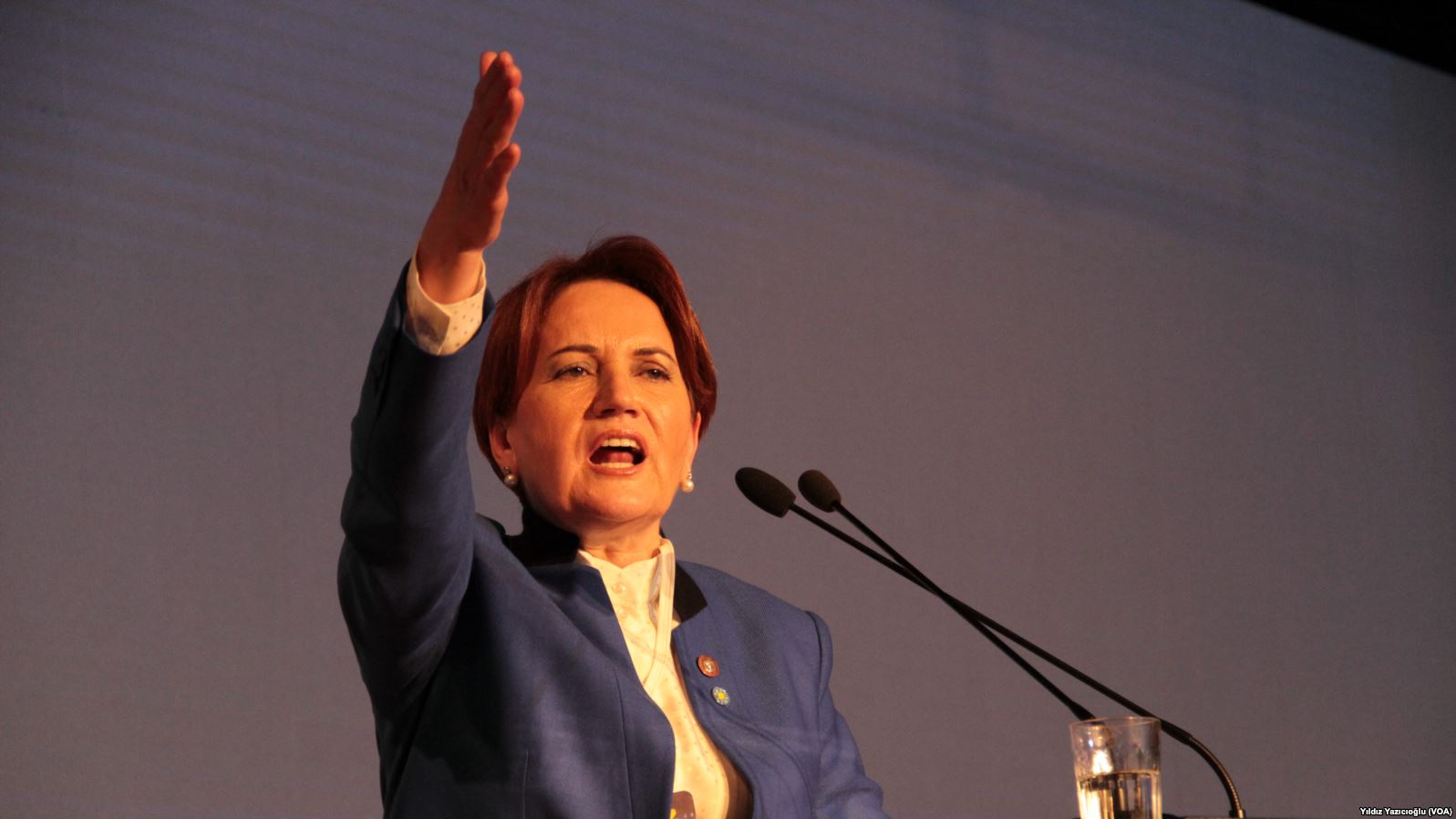
Akşener beim ersten Parteikongress der İYİ Parti

1994 wechselte Akşener in die Politik, wurde Vorsitzende des DYP-Frauenverbands und mit der Parlamentswahl 1995 Abgeordnete der Partei des Rechten Weges (DYP) für Istanbul. Am 8. November 1996 wurde sie Innenministerin im Kabinett Erbakan, als sie die Nachfolge von Mehmet Ağar antrat. Der Posten wurde aufgrund der Verwicklung Ağars im Susurluk-Skandal frei. Mit der Intervention des Militärs 1997 und dem später daraus folgenden Rücktritt Erbakans wurde auch Akşeners Zeit als Innenministerin beendet. 1999 wurde sie erneut für die DYP als Abgeordnete der Großen Nationalversammlung gewählt, diesmal jedoch für Kocaeli. 2001 trat sie aus der DYP aus und schloss sich zunächst einen Kreis ehemaliger Refah-Politiker an. Bevor diese die AKP gründeten, verließ sie den Kreis jedoch wieder.
2007 kehrte sie ins Parlament zurück, nun als Abgeordnete der MHP. Zudem wurde sie (neben Güldal Mumcu) stellvertretende Parlamentspräsidentin. Bei der Parlamentswahl im Juni 2015 wurde sie wiedergewählt. Bei der im November desselben Jahren erfolgten vorzeitigen Neuwahl wurde sie vom MHP-Vorsitzenden Devlet Bahçeli von diesem Posten entfernt. 2016 versuchte sie, Bahçeli im Kampf um den Parteivorsitz herauszufordern. Im September 2016 wurde sie aus der Partei ausgeschlossen, ohne dass es zu einem Parteitag gekommen wäre, auf dem sie hätte antreten können.
Akşener kündigte 2017 an, bei den nächsten Präsidentschafts- und Parlamentswahlen mit einer eigenen Partei antreten zu wollen. Am 25. Oktober 2017 hielt sie die erste Versammlung ihrer neuen Partei namens İyi Parti ab. Zu den Gründungsmitgliedern gehören neben oppositionellen MHP-Politikern auch Politiker aus der Wohlfahrtspartei (RP), der Mutterlandspartei (ANAP), der Demokratischen Linkspartei (DSP) und ihrer ehemaligen Partei des Rechten Weges. Die Partei soll für unzufriedene Wähler der regierenden AKP und der oppositionellen MHP eine Alternative darstellen.
Akşener ist verheiratet und Mutter eines Kindes.